# Lifehouse (ópera rock)
Lifehouse es una ópera rock de ciencia ficción hecha por The Who, que iba a ser la sucesora de Tommy. Se abandonó en favor de crear un disco de rock tradicional, que terminó siendo el aclamado Who's Next, en cual se incluían varias canciones originalmente pensadas para el proyecto. Otras canciones seguirían apareciendo en otros álbumes de The Who, además de en algunos discos solistas de Pete Townshend. En 1978, el proyecto Lifehouse fue revisitado por The Who, añadiendo nuevas canciones escritas por John Entwistle con una trama ligeramente cambiada en Who Are You. En el 2000, Townshend lanzó una caja recopilatoria que recopilaba demos de las canciones pensadas para Lifehouse, titulado The Lifehouse Chronicles. En el 2007, Townshend creó un software en línea llamado The Lifehouse Method, el que los visitantes podían crear un "retrato" musical.

## Historia

### Concepto original
En el año 1969, después del gran éxito de Tommy, Pete Townshend empezó a escribir canciones y conceptos más significativos. La historia de Lifehouse fue inspirada por sus experiencias en la gira de Tommy: "He visto momentos en los conciertos de The Who en los que las vibraciones se estaban volviendo tan puras que pense que el mundo entero se iba a detener, todo se estaba volviendo tan unido". Él creía que las vibraciones se podían volver tan puras que la audiencia "se iría bailando hasta el olvido"; sus almas dejarían sus cuerpos y estarían en una clase de paraíso, un estado permanente de éxtasis. La única razón de por qué esto no pasaba era que el oyente sabía que el concierto iba a terminar, y después todo volvería a ser como antes. Estas ideas estaban directamente ligadas con las escrituras del filósofo Inayat Khan, un músico sufista que había escrito acerca de la conexión entre las vibraciones y el sonido con el espíritu humano. Otra fuente de inspiración para Townshend era Meher Baba, quien decía ser un avatar de Brahman.
Lo que Townshend buscaba lograr con Lifehouse era crear música que pudiera adaptarse para describir las personalidades de la audiencia. Para hacerlo, él quería adaptar su nuevo hardware, los sintetizadores VCS3 y ARP y un PA cuadrafónico, para crear una máquina capaz de generar y combinar temas musicales personales de una data biográfica computarizada. Al final, estos componentes temáticos se fusionarían para formar un "acorde universal". Para ayudar este proceso, The Who harían que individuos de la audiencia subieran al escenario y encontraran un rol en la música.

### El conceptoLifehouse
Lifehouse empezó como una historia escrita a través de varias canciones. Townshend una vez dijo: "La esencia de la historia es que es una clase de escena futuristica... Es una fantasía en un tiempo donde el rock n' roll no existe. El mundo estaba colapsando completamente y la única experiencia que la gente tenía era a través de tubos de ensayo. Ellos vivían como si estuvieran en programas de televisión. Todo estaba programado. Los enemigos eran la gente que nos daba entretenimiento todo el tiempo, y los héroes eran salvajes que mantenían al rock como una fuerza primitiva y se habían ido a vivir con él a los bosques. La historia era acerca de estos dos lados que chocan entre sí y tienen una pequeña pelea". Bajo estas circunstancias, un gurú muy viejo emerge y dice "Yo recuerdo la música rock. Era absolutamente increíble—realmente le hacía algo a la gente". Él hablo de una clase de nirvana que la gente alcanzaba escuchando esta clase de música. El viejo decide que va a tratar de que el efecto pueda sentirse eternamente. Todo el mundo saldría de su ambiente programado a través de un desinterés liberado inducido por el rock. La Lifehouse era donde la música se tocaba, y donde los jóvenes se reunirían para descubrir la música rock como un poderoso catalizador — una religión como era. Entonces Townshend pensó "¿Por qué solo simularlo? ¿Por qué no intentar y hacer que pase?".
La idea era que The Who tomaran el teatro Young Vic con una audiencia normal, desarrollar el nuevo material en el escenario y dejar que la actividad comunal influenciara las canciones y las presentaciones. Individuos emergerían de la audiencia para encontrar un rol en la música y la película. Cuando los conciertos se volvieron lo suficientemente sólidos, se filmarían junto con otra actividad periférica del teatro. Una historia se desarrollaría junto con la música. Aunque el film terminado iba a tener varios elementos ficticios y escritos, el video del concierto sería auténtico, y daría la fuerza para seguir con la película. Townshend trabajó un complexo escenario donde el perfil personal de cada miembro de la audiencia sería trabajado, desde el perfil astrológico del individuo hasta sus hobbies, incluso su apariencia física. Todas estas características serían introducidas en una computadora al mismo tiempo, creando una única nota musical que culminaría en un nirvana masivo que Townshend describió como "una clase de cacofonía celestial".

### Problemas en el proyecto
A pesar de los grandes planes de Townshend, el proyecto tuvo sus problemas. El Young Vic tenía su propio calendario de obras de teatro, y no estaba disponible en un horario regular nocturno que Townshend insistía era necesario para la banda para sostener un "nivel eufórico" en el concierto. Además, nadie además de Townshend entendía bien el concepto de Lifehouse. Kit Lambert, el productor y mánager de The Who, además del que siempre trataba de explicar las ideas de Townshend a otras personas, había sido despedido porque había escrito un guion para la película de Tommy que la banda había rechazado y trató de venderlo a estudios de cine. Eventualmente, Townshend decidió olvidarse por un tiempo de Lifehouse. The Who decidieron usar algunas de las canciones que Townshend había escrito para Lifehouse (él había escrito suficientes canciones para un álbum doble) y las lanzaron como canciones sin relación en el aclamado Who's Next.

### Después del fracaso inicial
Aunque el primer intento de llevar Lifehouse a un público mayor fue fracaso, Townshend nunca se rindió. Entre 1971 y 1972, The Who lanzaron los sencillos "Let's See Action", "Join Together" y "Relay", que eran canciones que iban a ser parte de Lifehouse. En 1975, se incluyó la canción "Slip Kid", originalmente escrita para Lifehouse, en el álbum de The Who The Who By Numbers. En 1978, The Who revisitaron el proyecto en su álbum de 1978 Who Are You. En esta ocasión, usaron una trama un poco diferente y se agregaron nuevas canciones escritas por el bajista John Entwistle. En 1980, Townshend y Entwistle trabajaron juntos para crear un nuevo guion, el cual estaría ligeramente inspirado en Cuando el destino nos alcance; sin embargo, las negociaciones para producir este filme se desmoronaron cuando Townshend se encontró atraído por la esposa del director de la película. Pero el sueño de Townshend finalmente se hizo realidad cuando BBC Radio le ofreció hacer un radioteatro basado en Lifehouse, incorporando canciones escritas para el proyecto. Este radioteatro, que duró menos de dos horas, fue transmitido en BBC Radio 3 el 5 de diciembre de 1999.

### El box set y el sitio web
Después de la transmisión de radio de Lifehouse, Townshend lanzó un box set titulado The Lifehouse Chronicles en 2000, como una culminación final del proyecto. El box set, que solo se podía conseguir a través de su sitio web, consiste de seis CD:
- Los dos primeros CD incluyen demos de canciones que Townshend iba a incluir en Lifehouse, algunos de los cuales nunca fueron grabados por The Who.
- El tercer disco incluye varias composiciones en sintetizador de Townshend, grabaciones en vivo de canciones de Lifehouse y algunas canciones nuevas escritas para el box set.
- El cuarto disco contiene piezas de música clásica que fueron usadas en el radioteatro, incluyendo tanto composiciones de Townshend como de otros compositores famosos.
- El quinto y sexto disco incluyen el radioteatro de Lifehouse entero.

El box set también incluía un libro con una introducción por Townshend, una historia del proyecta escrita por el webamster/publicista de Townshend Matt Kent, letras para las canciones de Lifehouse, y un guion para el radioteatro. En la introducción, Townshend escribió que esperaba poder lanzar una versión expandida del box set, titulada The Lifehouse Method, que incluiría un software que podría producir una pieza de sintetizador basada en los datos personales del usuario. Aunque esta versión extendida de The Lifehouse Chronicles nunca ocurrió, a principios de 2007 se lanzó el sitio web The Lifehouse Method, el cual usaba el software que originalmente iba a aparecer el set expandido. Después de generar más de 10000 piezas nuevas de música, el sitio cerró.

## Sinopsis
Aunque hay muchas variantes a la historia de Lifehouse, la siguiente es la más aceptada:
En un tiempo distante, la contaminación es tan mala que la gente se ve obligada a vivir en trajes que pueden simular todo tipo de experiencias de forma que nadie necesita salir de sus casas. Estos trajes están conectados a una gran computadora llamada "The Grid" (La Red), similar al Internet de ahora. "The Grid" es controlada por el gobierno y, por un hombre llamado Jumbo.
La historia comienza cuando un hacker llamado Bobby se apodera de un teatro abandonado, al cual rebautiza como Lifehouse y junta a unas 300 personas, de las cuales saca información astrológica y personal para hacer música con ellas. En el escenario de Lifehouse, hay una banda (que hubiera sido The Who) que tocaba esta música basada en la data de las personas.
Una familia granjera de Escocia, que viven fuera del alcance de la contaminación, que escuchan acerca de este concierto en Lifehouse. Después de que su hija Mary escapa a Londres para ir al concierto, sus padres Ray y Sally deciden ir a buscarla. Al llegar al concierto, son parte del experimento de Bobby. Después de un tiempo, el concierto empieza a ser demasiado grande y el gobierno decide que debe detenerse. Varias tropas de policías son enviadas a detener Lifehouse, pero un campo de fuerza evita que entren al teatro. Cuando la música de todos empieza a unificarse, es cuando la policía finalmente entra en Lifehouse. En ese momento, una nota perfecta, la "Nota Única", suena, y causa que todos los que la oyen desaparezcan, habiendo entrado en un nirvana musical eterno.

## Lista de canciones
La siguiente es la lista de canciones de Lifehouse tal cual aparece en los primeros dos discos de The Lifehouse Chronicles. Los dos primeros discos presentan las canciones como hubieran aparecido en el álbum original si este se hubiera materializado. Sin embargo, muchas de las canciones presentadas aquí fueron escritas después de que el álbum iba a ser lanzado, y no habrían aparecido en el álbum original. En paréntesis esta el primer álbum en el que apareció la canción. Todas las canciones escritas por Pete Townshend
1. "Teenage Wasteland" (Lifehouse Chronicles)